# Ctenium
Ctenium  Panz. é um género botânico pertencente à família Poaceae, subfamília Chloridoideae, tribo Cynodonteae.
Suas espécies ocorrem na África, Ásia, América do Norte e América do Sul.

## Sinônimos
| - Aplocera Raf. (SUS) - Campuloa Desv. (SUS) - Campulosus Desv. | - Monathera Raf. (SUS) - Monocera Elliott (SUS) |

## Espécies
| - Ctenium americanum Spreng. - Ctenium aromaticum (Walter) Alph. Wood - Ctenium brachystachyum (Nees) Kunth - Ctenium brevispicatum J.G. Sm. - Ctenium camposum A. Chev. - Ctenium canescens Benth. - Ctenium chapadense (Trin.) Döll - Ctenium cirrosum (Nees) Kunth - Ctenium concinnum Nees - Ctenium concissum Swallen - Ctenium elegans Kunth - Ctenium floridanum (Hitchc.) Hitchc. - Ctenium gangitum (L.) Druce - Ctenium glandulosum Scribn. & J.G. Sm. - Ctenium indicum Spreng. - Ctenium ledermannii Pilg. | - Ctenium minus (Pilg.) Clayton - Ctenium newtonii Hack. - Ctenium nubicum De Not. - Ctenium planifolium (J. Presl) Kunth - Ctenium plumosum (Hitchc.) Swallen - Ctenium polystachyum Balansa - Ctenium rupestre J.A. Schmidt - Ctenium schweinfurthii Pilg. - Ctenium sechellense Baker - Ctenium serpentinum Steud. - Ctenium sesguiflorum Clayton - Ctenium seychellarum Baker - Ctenium somalense (Chiov.) Chiov. - Ctenium trinii Ekman - Ctenium villosum Berhaut |